# San Luis del Jánamo
San Luis del Jánamo är en ort i Mexiko.   Den ligger i kommunen Irapuato och delstaten Guanajuato, i den centrala delen av landet, 270 km nordväst om huvudstaden Mexico City. San Luis del Jánamo ligger 1 724 meter över havet och antalet invånare är 812.
Terrängen runt San Luis del Jánamo är en högslätt. Runt San Luis del Jánamo är det tätbefolkat, med 369 invånare per kvadratkilometer. Närmaste större samhälle är Irapuato, 14,0 km nordost om San Luis del Jánamo. Trakten runt San Luis del Jánamo består till största delen av jordbruksmark.